# Église de la Panagía Kanála
La Panagía Kanála (en grec moderne : Παναγία Κανάλα ou Παναγιά Κανάλα) est une icône et un sanctuaire à Kythnos. Elle est située dans la partie sud-est de l'île, dans le village de Kanála.

## L'icône
L'icône de la Vrefokratoúsa, qui représente la Vierge Marie tenant l'enfant Jésus sur son côté droit et penchant légèrement la tête vers lui, est un exemple d'art post-byzantin et est considérée comme l'œuvre de l'hagiographe Emmanouíl Skordílis (en). Il s'agit d'une grande icône mesurant 1 × 0,80 m. Dans cette icône, la figure sereine de la Vierge Marie est représentée tenant le Christ dans ses bras avec sa main gauche. À gauche et à droite se trouvent les archanges Gabriel et Michel.
Selon la tradition, l'icône luminescente a été miraculeusement trouvée la nuit par des pêcheurs dans les eaux entre Kythnos et Sérifos. Les pêcheurs ont transporté l'icône jusqu'à leur village, Dryopída. Puis, selon la même légende, la Vierge Marie est apparue dans le sommeil des pêcheurs et leur a indiqué l'endroit où l'église devait être construite,.

## L'église
L'icône est conservée dans l'église homonyme du village de Kanála à Kythnos, qui porte le nom de la Vierge Marie. L'église originale était une construction de circonstance de petit format. En 1869, l'église initiale a été démolie et un nouvel édifice a été érigé à sa place, qui, avec la contribution des habitants de Dryopída, a évolué au fil du temps jusqu'à sa forme actuelle, les changements les plus importants du site ayant eu lieu après 1946,,. En 1973, l'église a été reconnue comme un saint pèlerinage par décret du Synode de l'Église de Grèce. La cour de l'église est décorée d'arcs en pierre, de terrasses, de murs en pierre sèche et de fleurs et dispose d'une cour pavée.

## La célébration
Panagía Kanála est la sainte patronne de l'île et l'un des plus importants lieux de pèlerinage des Cyclades. Elle est fêtée tous les 15 août et à partir du 1er août, chaque après-midi, la séquence du canon d'invocation est effectuée, jusqu'au 13 août, où la Vigile (« veille de nuit ») est chantée en son honneur. La veille de la célébration, les Grandes Vêpres sont chantées, suivies d'une grande fête dans le village avec de la musique et des danses traditionnelles.
Les festivités culminent le jour de la célébration, lorsque la Divine Liturgie est célébrée, suivie d'une procession de l'icône de la Vierge Marie à travers le village. La procession se termine à l'embarcadère où l'on reconstitue la découverte de l'icône de la Vierge Marie. Là, les prêtres jettent une réplique de l'icône dans la mer et les gens plongent pour l'attraper, ce qui est considéré comme une grande bénédiction. Une célébration en l'honneur de la Vierge Marie est également organisée le 8 septembre, accompagnée d'une fête traditionnelle.